# Фитц-Хенли, Париса
Пари́са Фитц-Хе́нли (англ. Parisa Fitz-Henley, род. 22 июля 1977, Кингстон) — американская актриса. Наиболее известна по роли Ривы Коннорс в телесериалах Netflix «Джессика Джонс» и «Люк Кейдж». В 2016 году она получила регулярную роль в телесериале NBC «Миднайт, Техас», премьера которого состоялась летом 2017 года.

## Избранная фильмография

### Кино
| Год  | Название на русском         | Название на английском    | Роль                   | Примечания |
| ---- | --------------------------- | ------------------------- | ---------------------- | ---------- |
| 2006 | Крупная ставка              | Even Money                | карибская женщина      |            |
| 2006 |                             | Fist in the Eye           | Меган                  |            |
| 2007 | Жизнь по Джейн Остин        | The Jane Austen Book Club | Коринна                |            |
| 2009 |                             | Alpha Males Experiment    | Сира                   |            |
| 2009 | Школа выживания выпускников | Post Grad                 | подруга из колледжа #3 |            |
| 2010 | Ученик чародея              | The Sorcerer’s Apprentice | девушка Беннета        |            |
| 2012 | Давай, до свидания!         | Lola Versus               | Пегги                  |            |
| 2013 | Синяя птица                 | Bluebird                  | Шарлотта               |            |
| 2015 | Джек из Красных сердец      | Jack of the Red Hearts    | Синтия                 |            |
| 2018 |                             | Congo Cabaret             | Конго Роуз             |            |

### Телевидение
| Год       | Название на русском                 | Название на английском          | Роль             | Примечания                     |
| --------- | ----------------------------------- | ------------------------------- | ---------------- | ------------------------------ |
| 2006      | C.S.I.: Место преступления Нью-Йорк | CSI: NY                         | Шарлин Франклин  | Super Men                      |
| 2006      | Студия 60 на Сансет-Стрип           | Studio 60 on the Sunset Strip   | Селия            | The Cold Open                  |
| 2007      | Анатомия страсти                    | Grey's Anatomy                  | Ками Дэвис       | The Other Side of This Life    |
| 2012      | Голубая кровь                       | Blue Bloods                     | Лиззи Хьюс       | Greener Grass                  |
| 2013      | Золотой мальчик                     | Golden Boy                      | Андреа Гундерсен | Just Say No                    |
| 2013      | Тайны Лауры                         | The Mysteries of Laura          | Бриджет Фрауэрс  | The Mystery of the Art Ace     |
| 2015      | Джессика Джонс                      | Jessica Jones                   | Рива Коннорс     | Второстепенная роль; 3 эпизода |
| 2016      | Люк Кейдж                           | Luke Cage                       | Рива Коннорс     | Второстепенная роль; 3 эпизода |
| 2017—2018 | Миднайт, Техас                      | Midnight, Texas                 | Фиджи Кавана     | Регулярная роль; 19 эпизодов   |
| 2017      | Девушка по вызову                   | The Girlfriend Experience       | неизвестно       | 2 эпизода                      |
| 2018      | Гарри и Меган: Королевский роман    | Harry & Meghan: A Royal Romance | Меган Маркл      | ТВ фильм                       |
| 2020      | Мой шпион                           | My spy                          | Кейт             | Мать                           |